# Montaldo di Mondovì
Montaldo di Mondovì (piemontiul: Montàud dël Mondvì) település Olaszországban, Piemont régióban, Cuneo megyében. Lakosainak száma 541 fő (2023. január 1.). Montaldo di Mondovì Frabosa Soprana, Monastero di Vasco, Roburent, Torre Mondovì és Vicoforte községekkel határos.

## Népesség
A település lakossága az elmúlt években az alábbi módon változott:
| Lakosok száma | 553  | 562  | 541  |
|               | 2017 | 2018 | 2023 |